# Định luật Malus
Định luật Malus (tiếng Pháp: loi de Malus), được đặt theo tên của Étienne-Louis Malus, phát biểu rằng: khi ánh sáng truyền qua bản phân cực là phân cực hoàn toàn, cường độ I của ánh sáng truyền qua các bản phân cực sẽ tỉ lệ thuận với bình phương cosin của góc giữa trục truyền của hai bản phân cực:
{\displaystyle I=I_{0}\cos ^{2}\theta _{i},}